# 滞迫峡

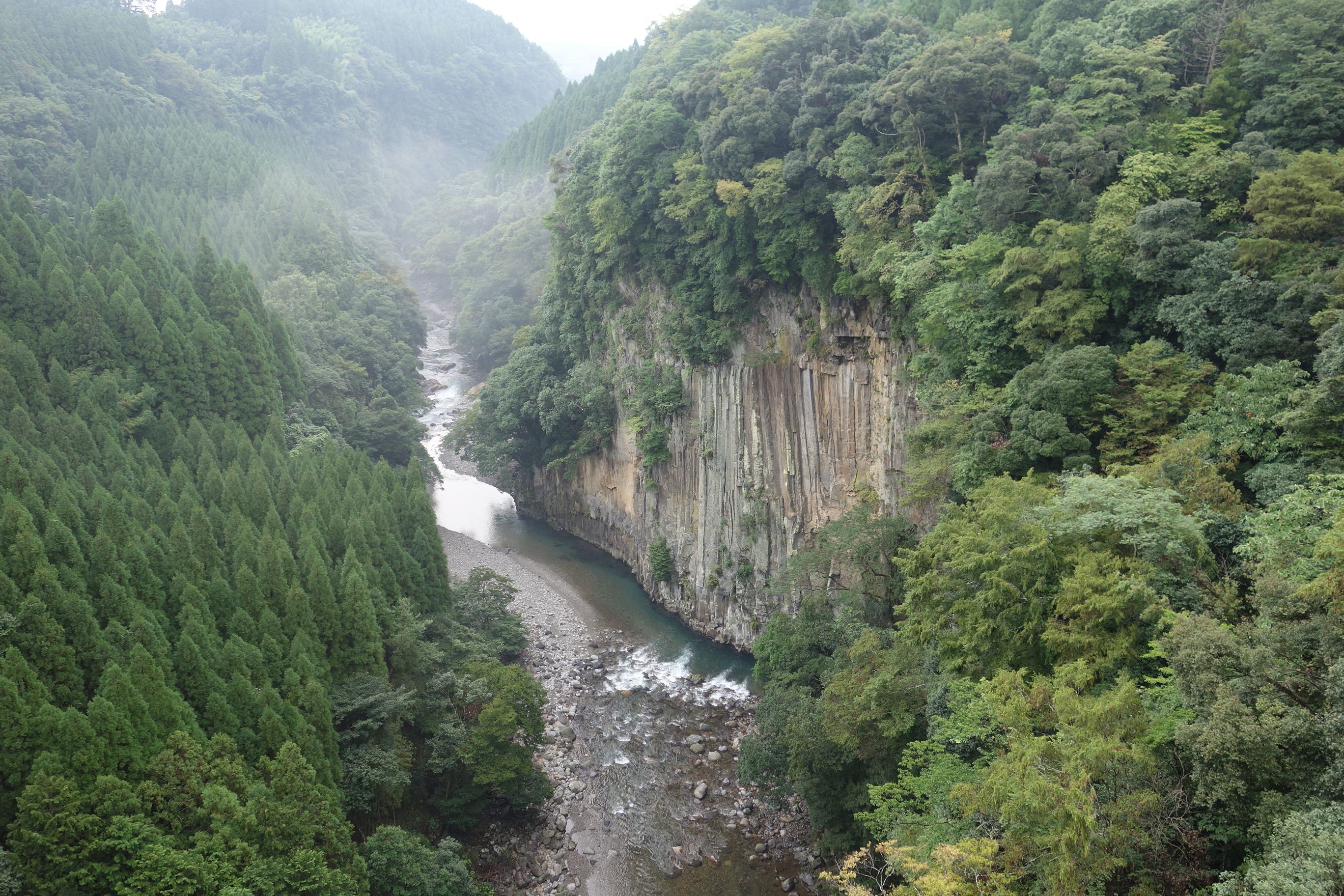
滞迫峡

滞迫峡（たいざこきょう）は、大分県豊後大野市緒方町滞迫の一級水系大野川の支流奥岳川（奥嶽川）の上中流にある渓谷。おおいた豊後大野ジオパークのジオサイトの一つ。

## 概要
阿蘇山の噴火によって堆積した阿蘇溶結凝灰岩を川の流れが削り取って形成された高さ数十mの断崖に柱状節理が発達しており、宮崎県高千穂町の高千穂峡とよく似た景観を呈している。
豊後大野市緒方町滞迫付近の約4.5kmの範囲が滞迫峡と呼ばれるが、下流の同市清川地区にかけてを含め、延長約11kmに及ぶ範囲を指すこともある。この場合には杓子岩なども滞迫峡に含まれることになる。また、奥岳川にはさらに上流にも渓谷があり、川上渓谷と呼ばれる。
渓谷内には、上流から権現淵、鉈取り淵、水王院、犬返り、乙女淵、中島淵、重太郎淵、カワセミ公園、妙見淵といったポイントがある。渓谷には、滞迫峡公園、カワセミ公園、権現橋、犬返り橋、妙見橋から入渓できる。
奥岳川は九州でも屈指の清流とされる川で、滞迫峡では、川遊びやリバートレッキング等が行われている。
2001年3月には、下滞迫付近に新たに川面からの高さ70m、橋長170mの奥嶽橋が架けられ、橋からの景観も楽しむことができるようになった。橋から見える70m超の絶壁は観光の名所となりつつある。

## 交通
- 鉄道・車：JR九州豊肥本線豊後竹田駅から車で約20分。